# Svárov (Velké Opatovice)
Svárov je malá vesnice, část města Velké Opatovice v okrese Blansko. Nachází se asi 5 km na jihozápad od Velkých Opatovic. Prochází zde silnice II/372. Je zde evidováno 30 adres. Trvale zde žije 57 obyvatel.
Svárov leží v katastrálním území Svárov u Velkých Opatovic o rozloze 2,44 km².